# Island (musikgrupp)
För andra betydelser, se Island.
Island var en musikgrupp från Cypern som representerade landet i Eurovision Song Contest 1981. Detta var första gången Cypern deltog i Eurovision Song Contest och låten som framfördes hette Monika.